# Achelia neotenica
Achelia neotenica is een zeespin uit de familie Ammotheidae. De soort behoort tot het geslacht Achelia. Achelia neotenica werd in 1986 voor het eerst wetenschappelijk beschreven door Krapp. 